# Abdulah Škaljić
Abdulah (ev. Abdullah) Škaljić (6. září 1904 Rogatica, Bosna a Hercegovina – 14. listopadu 1967 Sarajevo, Socialistická federativní republika Jugoslávie) byl bosenskohercegovský šarí‘atský soudce a orientalista bosňáckého původu.

## Životopis
V rodném městě navštěvoval mekteb, nižší islámskou školu, a národní školu. V Sarajeva absolvoval okružní medresu a Šarí‘atskou soudní školu (1925). Nejdříve pracoval v úřadu muftího pro Kosovský okruh s centrem v Prištině, kde byl justičním čekatelem (19. 2. 1930–31. 8. 1930), a nato zastával post šarí‘atského soudce v Đakovici (1. 4.1930 – 28. 2. 1932), Skopji (1. 3. 1932–30. 4.1935), Trebinje (1. 5. 1935–15. 8. 1940) a Travniku (16. 8. 1940–30. 4. 1944). Dne 1. května 1944 byl přemístěn do Sarajeva, kde se stal soudcem Vrchního šarí‘atského soudu. Škaljić byl aktivní ve Sdružení šarí‘atských soudců a spolku el-Hidaje.
Po druhé světové válce působil jako šarí‘atský soudce u okresního soudu, nato byl jmenován mladším právním referentem (29. 6. 1945–25. 12. 1948). Následně získal místo v právě vzniklém Ústavu pro studium folkloru v Sarajevu (26. 12. 1948–15. 6. 1958), kde byl mladším právním referentem, nato referentem a nakonec asistentem osborního pracovníka. Mezi lety 1958 a 1967 (16. 6. 1958–31. 8. 1967), kdy byl ústav spojen s Oddělením etnologie Zemského muzeu v Sarajevu, pracoval na pozici vyššího odborného pracovníka muzea. Začátkem roku 1957 byl krátce tajemníkem Akademie múzických umění v Sarajevu. Penzionován byl 31. srpna 1967 a po několika měsících pracovního klidu zesnul.
Roku 1950 získal vysokoškolský diplom na Právnické fakultě Univerzity v Bělehradě.
Škaljić hojně publikoval v islámských tiskovinách. Za jeho nejvýznamnější dílo je považován slovník turcismů, lépe řečeno orientalismů v bosenštině (verze z roku 1957), později v celém srbochorvatském jazyce (rozšířená verze z roku 1965).

## Dílo
- Šeriatsko nasljedno pravo: s uporednim osvrtom na glavne ustanove i propise nasljednog prava po austrijskom (hrvatskom) o. g. zakonu, srpskom građanskom zakoniku i pred-osnovi građanskog zakona za Kraljevinu Jugoslaviju, te s dodatkom nasljednog reda za mirije nekretnine, bivša kmetska selišta i stečene begluke u Bosni i Hercegovini (Šarí‘atské dědické právo: s komparativním přehledem hlavních institucí a předpisů dědického práva v rakouském (chorvatském) obecném občanském právu, srbském občanském právu a podklady občanského práva pro Království Jugoslávii a doplnění dědického řádu o státní nemovitostí v soukromé držbě, bývalé usedlosti kmetů a získané panské statky v Bosně a Hercegovině, Sarajevo 1941), separát z Věstníku Islámského společenství (Glasnik Islamske vjerske zajednice)
- Turcizmi u narodnom govoru i narodnoj književnosti Bosne i Hercegovine (Turcismy v lidové mluvě a lidové literatuře Bosny a Heregoviny, 2 sv. Sarajevo 1957)
- Turcizmi u srpskohrvatskom jeziku (Turcismy v srbochorvatském jazyce, Sarajevo 1965, 1966, 1979, 1985, 1989, reprint Novi Sad 2015), pod titulem Turcizmi u srpskohrvatskom-hrvatskosrpskom jeziku (Sarajevo 1973), pod titulem Turcizmi u našem jeziku (Sarajevo 2014, Beograd 2014)